# Genie音樂
Genie音樂是韓國通訊的子公司，是一家專門製作與發行音樂專輯的唱片公司。

## 沿革
Genie音樂原為1991年由「Blue Cord Technology」所成立的音樂部門，後來該公司再建立一個代號為「Muz」的音樂部門。後來，「Muz」在2000年由Doremi娛樂收購並更名為現在廣為人知的「olleh音樂」。
2007年，「Blue Cord Technology」被韓國通訊收購。完成合併過後，音樂部門改成立獨立門戶並更名為「KTF音樂」。2009年，「KTF音樂」因與母公司韓國通訊重新整併而改組為「KT Music」，隨後於2012年收購Korea Music Power控股公司。
在LG U+的資助之下，「KT Music」在2017年3月正式更名為「Genie音樂」。

## 分銷渠道

### 當下
- Stone Music Entertainment
- 明星帝國娛樂
- Baljunso (2014 - 現今)

### 過去
- Happy Face娛樂
- J. Tune Camp
- Lion Media
- MBK娛樂（2013 - 2014）
- NH Media
- Stardom娛樂
- Starkim娛樂
- Woollim娛樂
- YMC娛樂
- KW Sunflower娛樂
- RBW娛樂
- SM娛樂
- YG娛樂
- JYP娛樂
- The Music Works
- HYBE

## 外部連結
- 官方网站